# Homberg (Ohm)
Homberg (Ohm) ist eine Stadt im mittelhessischen Vogelsbergkreis.

## Geografie

### Geografische Lage
Der staatlich anerkannte Luftkurort Homberg liegt etwa 19 km südöstlich von Marburg am Südostrand des Amöneburger Beckens (Ohmtalsenke) und an den Südwesthängen des zum Nördlichen Vogelsberg-Vorland gezählten, 358 m hohen Hochberges (in Homberg auch Hoher Berg genannt) und seiner Ausläufer (im Osten die 349 m hohe Wilchesburg).
Jenseits der Teile der Stadt auf gut 200 m über NN durchfließenden Ohm, eines Nebenflusses der Lahn, liegen der Stadt unmittelbar südlich der 331 m hohe Herrmannsberg und etwa fünf Kilometer westnordwestlich die 407 m hohe Mardorfer Kuppe gegenüber – beides Erhebungen des Lumda-Plateaus („Vorderer Vogelsberg“).
Während Vorderer Vogelsberg und Nördliches Vogelsberg-Vorland den Vogelsberg zwar im Namen tragen, indes noch zum Westhessischen Bergland gehören, trifft gut vier Kilometer südlich der Kernstadt die Gemarkung Hombergs auf den Unteren Vogelsberg, der, wenngleich nicht in der Höhe, so doch geologisch schon zum Vogelsberg im erweiterten Sinne gezählt werden kann und, wie dieser auch, zum Osthessischen Bergland gehört.
Allen umgebenden Höhenzügen ist gemein, dass sie zu weniger als der Hälfte ihrer Fläche bewaldet sind und eine hohe Dichte an Windkraftanlagen aufweisen.

### Nachbargemeinden
Homberg grenzt im Norden an die Stadt Stadtallendorf (Landkreis Marburg-Biedenkopf), im Nordosten an die Stadt Kirtorf, im Südosten an die Gemeinde Gemünden, im Süden an die Gemeinde Mücke, im Südwesten an die Stadt Grünberg und die Gemeinde Rabenau (beide Landkreis Gießen), im Westen an die Gemeinde Ebsdorfergrund sowie im Nordwesten an die Stadt Amöneburg (beide Landkreis Marburg-Biedenkopf).

### Stadtgliederung
Die Stadt Homberg besteht neben der namengebenden Kernstadt aus den Stadtteilen Appenrod, Bleidenrod, Büßfeld, Dannenrod, Deckenbach, Erbenhausen, Gontershausen, Haarhausen, Höingen, Maulbach, Nieder-Ofleiden, Ober-Ofleiden und Schadenbach.

## Geschichte

### Überblick
König Heinrich IV. schenkte im Jahre 1065 auf Wunsch seiner Mutter Agnes dem Kloster Hersfeld „zehn Hufen“ mit allem Zubehör im Ort „Hohunburch“ in der Grafschaft Werners III. im Lahngau. Dies ist die erste urkundliche Erwähnung Hombergs. Genauer ist nicht mehr festzustellen, wann der Berg im Ohmtal zuerst besiedelt wurde.
Im Jahre 1146 wurde eine weitere Schenkung an das Kloster Hersfeld erwähnt, diesmal von König Konrad III., der die Hälfte seines Besitzes an das Kloster abtrat, allerdings mit dem ausdrücklichen Vermerk, dass der Berg selbst im königlichen Besitz zu bleiben habe. Aus diesen Angaben kann man schließen, dass sich wahrscheinlich schon im 12. Jahrhundert eine Burg in Homberg befunden haben muss. Auch die Verleihung des Stadtrechts lässt sich nicht genau datieren; die erste Erwähnung Hombergs als Stadt stammt aus dem Jahr 1234. Daneben gibt es einige weitere Belege, dass es zu dieser Zeit in Homberg schon eine feste Stadtstruktur gab.

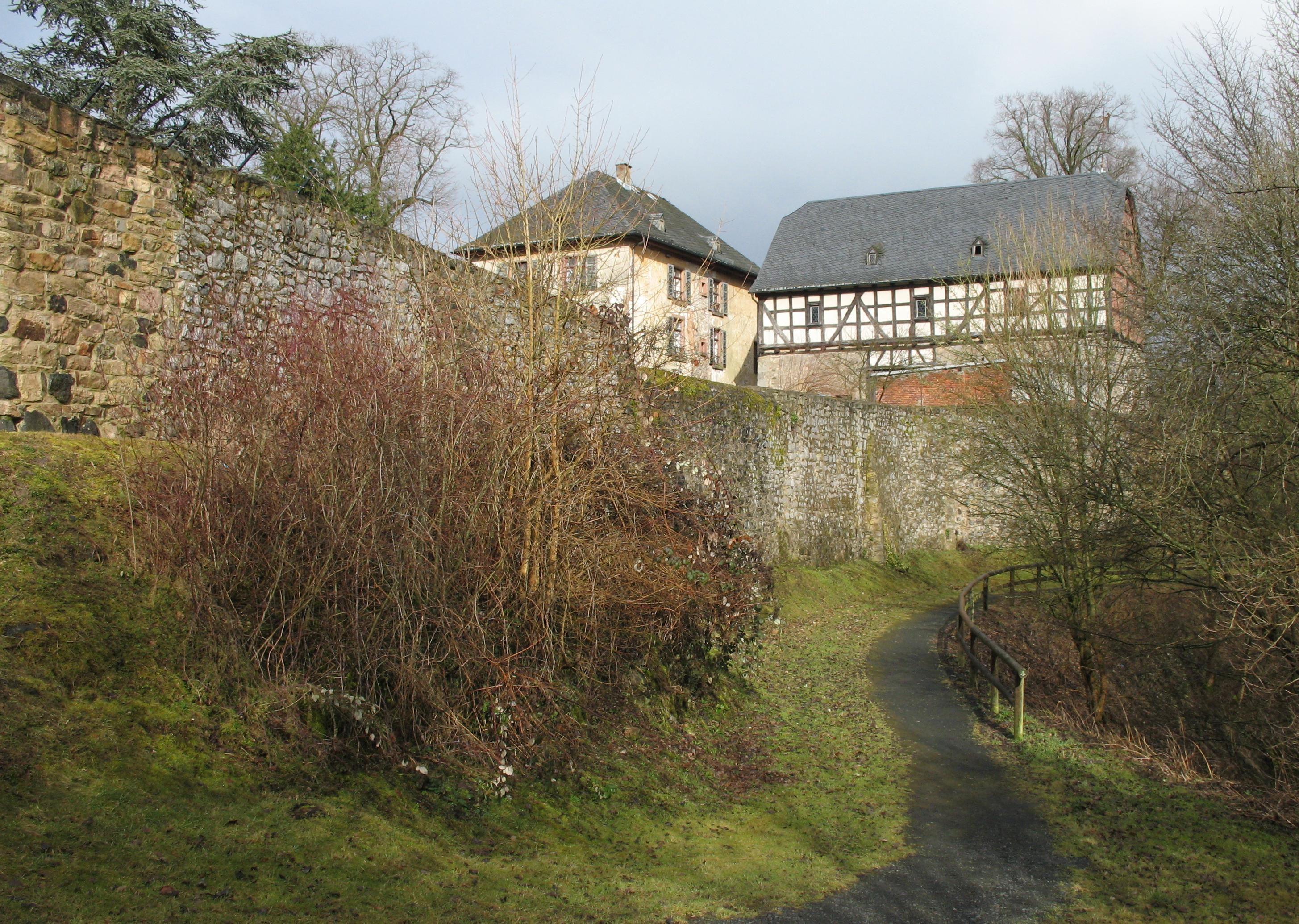
Schloss (2009)

Auf dem Schlossberg bei Homberg befindet sich die Ruine der Burg Homberg (Schloss Homberg) aus dem 11. Jahrhundert.
Das erste Wappen Hombergs zeigt ein für eine landgräfliche Stadt dieser Tage typisches Motiv: eine stilisierte Stadtburg über einem Kleeblattbogen, unter dem ein Löwe nach links geht. Dieses Wappen und auch die intensiven Bemühungen des thüringischen Landgrafen um Städtegründungen lassen darauf schließen, dass es diese Landgrafen waren, denen Homberg seine lange Geschichte als Stadt verdankt. Auf diese Weise wurden auch eine Reihe weiterer Städte gegründet, so auch Alsfeld und Marburg. Die Landgrafen hatten das Ziel, finanzielle und militärische Stützpunkte im Land zu schaffen, um so das Land zu sichern.
Die auf die Ludowinger folgenden hessischen Landgrafen übernahmen diese Strategie. Homberg erlangte als Sitz eines landgräflichen Amtes und eines Stadt- und eines Landgerichts Bedeutung. Nach einem Eintrag aus dem Jahr 1587 gehörten zum Amt Homberg noch die Dörfer Appenrod, Büßfeld, Deckenbach, Höingen, Ehringshausen, Gontershausen, Haarhausen, Maulbach, Nieder-Ofleiden, Ober-Ofleiden, Schadenbach, Rülfen und das Gut Wäldershausen. Diese Einteilung ist fast unverändert auch bei der Gemeindereform von 1972 übernommen worden, wobei Ehringshausen und Rülfenrod nicht zur Stadt Homberg gehören, dafür aber Maulbach, Bleidenrod und Dannenrod. Hombergs Burg diente als Amts- und Wohnsitz für landgräfliche Beamte. Die Burg lässt auch in ihrem heutigen Erscheinungsbild noch einiges aus der Zeit des 13. und 15. Jahrhunderts entdecken, wenn auch der Bergfried im Dreißigjährigen Krieg endgültig zerstört wurde. In den folgenden Jahren wurde die Burg selbst oft als Pfand verliehen, da die Landgrafen Geld von den Adligen der Umgebung leihen wollten.
1567 starb Landgraf Philipp der Großmütige. Er hatte in seinem Testament verfügt, dass Homberg zu Hessen-Marburg gehören solle, aber bereits nach dem Tod des kinderlosen einzigen Landgrafen von Hessen-Marburg, Ludwig IV., im Jahre 1604 kam die Stadt zu Hessen-Darmstadt.
Im Mittelalter spielte Homberg nicht nur als Gerichts- und Verwaltungsknotenpunkt eine wichtige Rolle am Rande des Vogelsberges. Schon im 13. Jahrhundert wird in Homberg eine Münzstätte erwähnt. Daneben sorgte die verkehrsgünstige Lage zwischen den Handelsplätzen Leipzig und Frankfurt auch für eine gute Entwicklung als Marktstandort. Schon Philipp der Großmütige hatte Homberg 1554 die ersten Marktprivilegien verliehen. Sechs Vieh- und Krammärkte wurden pro Jahr abgehalten, von denen sich der am dritten Mittwoch im Oktober abgehaltene Kalte Markt bis heute erhalten hat. Mehr wirtschaftlicher Betrieb kam in der Stadt mit der Wein- und Branntweingerechtsame (ab 1671) und der Bierbrauerei auf. Schulen wurden schon ab 1529 erwähnt.
Die Stadtkirche, die bis heute wegen Geldmangels eine charakteristische Dachform aufweist, wurde schon in der ersten Hälfte des 13. Jahrhunderts erbaut. Daneben gab es bis um 1700 eine noch ältere Burgkapelle, die dann aber verfiel. Dazu wird die Friedhofskapelle immer wieder erwähnt, die 1565 im spätgotischen Stil erbaut wurde. Grund der Erbauung einer eigenen Friedhofskapelle war die Verlegung des Begräbnisplatzes nach außen.
Der anfängliche wirtschaftliche Aufstieg Hombergs wurde durch Katastrophen und Epidemien stark gedämmt. Viele große Brände machten den Hombergern zu schaffen, besonders 1657 wurde fast die ganze Stadt bei einem Großfeuer zerstört. Auch der Dreißigjährige Krieg brachte Homberg wenig Gutes ein. Drei Feldzüge erreichten Homberg in den Jahren 1635, 1641 und 1646; dabei wurde die Stadt zerstört und verwüstet. Dagegen wurde Homberg im Siebenjährigen Krieg halbwegs verschont, hatte allerdings unter Einquartierungen zu leiden.
1750 hatte Homberg das erste Mal seit den großen Bevölkerungsverlusten im Dreißigjährigen Krieg wieder die 1.000-Einwohnergrenze erreicht. Mitte des 19. Jahrhunderts lebten in der Stadt rund 1.800 Menschen. In der Folgezeit schrumpfte die Bevölkerung wieder um ein Viertel, da viele Homberger in die USA emigrierten. Nach einer Volkszählung von 1840 hatte Homberg 1.743 Einwohner.
Die Statistisch-topographisch-historische Beschreibung des Großherzogthums Hessen berichtet 1830 über Homberg an der Ohm:

„Homberg (L. Bez. Kirtorf) Stadt; liegt an der Ohm, 2 St. von Kirtorf und 1266 Hess. (974 Par.) Fuß über der Meeresfläche auf einem Basaltberg. Die Stadt hat 251 Häuser und 1659 Einwohner, die außer 3 Katholiken und 88 Juden evangelisch sind, sodann 2 Kirchen, 1 Schloß, 1 Rathhaus, 1 Brauhaus, 7 Mahlmühlen und 1 Apotheke. Das Schloß, auf einer Höhe über der Stadt gelegen, war früher der Sitz der Justizbeamten und ist nun die Rentamtswohnung. Auch ist Homberg der Sitz des Landgerichts und des Steuer-Commissärs. Von den Einwohnern treiben 269 bürgerliche Gewerbe, und 6 sind eigentliche Bauern; unter den erstern giebt es mehrere Gerber und Wollweber. In der Gemarkung befindet sich ein Basaltbruch am Hain, und ein Bruch von weißen Sandsteinen am Wege nach Maulbach, die aber nur als Mauersteine brauchbar sind. Jährlich werden 2 Krämer- und 3 Krämer- und Viehmärkte gehalten. – Homberg kommt 1065 unter dem Namen Hohunburch vor, und wird erst wieder 1293 genannt, als Landgraf Heinrich I. seinem Sohn Otto einen Theil von Oberhessen überließ. Eine Urkunde von 1328 nennt es als Burg. Zu dieser Zeit stiftete Landgraf Heinrich II. in der Kirche einen Altar. Doch kommt Homberg 1371 schon als Stadt vor. Im Jahr 1436 kam die Stadt, nebst Zugehör, als Pfandschaft, gegen 4000 Rthlr. Goldgulden, an Sittich von Berlepsch. Früher hatten die Stadt die Riedesel und Milchling Schutzpar pfandweise in Besitz.“

1938 hatte die Stadt 1.482 Einwohner, der amtliche Name lautete damals Homberg (Oberhessen).
Nach dem Zweiten Weltkrieg entwickelte sich die Stadt mehr und mehr zu einem Mittelzentrum für das mittlere Ohmtal, wozu auch die Ansiedlung von industriellen Betrieben maßgeblich beitrug.
Am 20. Dezember 1973 wurde der Stadtname Homberg (Kreis Alsfeld) amtlich in Homberg (Ohm) geändert; der Landkreis war bereits am 1. August 1972 aufgelöst worden und im Vogelsbergkreis aufgegangen.

### Eingemeindungen 1971
Am 1. Oktober 1971 wurden im Zuge der Gebietsreform in Hessen die bis dahin selbständigen Gemeinden Appenrod, Bleidenrod, Büßfeld, Dannenrod, Erbenhausen, Gontershausen, Haarhausen, Höingen, Maulbach, Ober-Ofleiden und Schadenbach auf freiwilliger Basis als Stadtteile nach Homberg (Ohm) eingegliedert. Am 31. Dezember 1971 kamen Deckenbach und Nieder-Ofleiden hinzu. Für alle durch die Gebietsreform nach Homberg eingegliederten Gemeinden und die Kernstadt wurden Ortsbezirke mit Ortsbeirat und Ortsvorsteher nach der Hessischen Gemeindeordnung gebildet.

### Verwaltungsgeschichte im Überblick
Die folgende Liste zeigt die Staaten und Verwaltungseinheiten, denen Homberg (Ohm) angehört(e):

- vor 1567: Heiliges Römisches Reich, Landgrafschaft Hessen, Amt Homberg an der Ohm
- ab 1567: Heiliges Römisches Reich, Landgrafschaft Hessen-Marburg, Amt Homberg an der Ohm[10]
- 1604–1648: strittig zwischen Landgrafschaft Hessen-Darmstadt und Landgrafschaft Hessen-Kassel (Hessenkrieg), Amt Homberg an der Ohm
- ab 1604: Heiliges Römisches Reich, Landgrafschaft Hessen-Darmstadt, Oberfürstentum Hessen, Amt Homberg an der Ohm[11]
- ab 1806: Großherzogtum Hessen,[Anm. 2] Fürstentum Oberhessen, Amt Homberg an der Ohm[12]
- ab 1815: Großherzogtum Hessen, Provinz Oberhessen, Amt Homberg an der Ohm[13]
- ab 1821: Großherzogtum Hessen, Provinz Oberhessen, Landratsbezirk Kirtorf[14][Anm. 3]
- ab 1832: Großherzogtum Hessen, Provinz Oberhessen, Kreis Alsfeld
- ab 1848: Großherzogtum Hessen, Regierungsbezirk Alsfeld
- ab 1852: Großherzogtum Hessen, Provinz Oberhessen, Kreis Alsfeld
- ab 1871: Deutsches Reich, Großherzogtum Hessen, Provinz Oberhessen, Kreis Alsfeld
- ab 1918: Deutsches Reich, Volksstaat Hessen, Provinz Oberhessen, Kreis Alsfeld
- ab 1938: Deutsches Reich, Volksstaat Hessen, Landkreis Alsfeld[15]
- ab 1945: Deutsches Reich, Amerikanische Besatzungszone,[Anm. 4] Groß-Hessen, Regierungsbezirk Darmstadt, Landkreis Alsfeld
- ab 1946: Deutsches Reich, Amerikanische Besatzungszone, Hessen, Regierungsbezirk Darmstadt, Landkreis Alsfeld
- ab 1949: Bundesrepublik Deutschland, Hessen, Regierungsbezirk Darmstadt, Landkreis Alsfeld
- ab 1972: Bundesrepublik Deutschland, Hessen, Regierungsbezirk Darmstadt, Vogelsbergkreis
- ab 1981: Bundesrepublik Deutschland, Hessen, Regierungsbezirk Gießen, Vogelsbergkreis

### Gerichte seit 1803
In der Landgrafschaft Hessen-Darmstadt wurde mit Ausführungsverordnung vom 9. Dezember 1803 das Gerichtswesen neu organisiert. Für die Provinz Oberhessen wurde das Hofgericht Gießen als Gericht der zweiten Instanz eingerichtet. Die Rechtsprechung der ersten Instanz wurde durch die Ämter bzw. Standesherren vorgenommen und somit war für Homberg das „Amt Homberg an der Ohm“ zuständig. Nach der Gründung des Großherzogtums Hessen 1806 wurden die Aufgaben der ersten Instanz 1821 im Rahmen der Trennung von Rechtsprechung und Verwaltung auf die neu geschaffenen Landgerichte übertragen. „Landgericht Homberg an der Ohm“ war daher von 1821 bis 1879 die Bezeichnung für das erstinstanzliche Gericht in Homberg an der Ohm, das jetzt für Homberg zuständig war.
Anlässlich der Einführung des Gerichtsverfassungsgesetzes mit Wirkung vom 1. Oktober 1879, infolge derer die bisherigen großherzoglichen Landgerichte durch Amtsgerichte an gleicher Stelle ersetzt wurden, während die neu geschaffenen Landgerichte nun als Obergerichte fungierten, kam es zur Umbenennung in „Amtsgericht Homberg an der Ohm“ und Zuteilung zum Bezirk des Landgerichts Gießen. Am 15. Juni 1943 wurde das Gericht zur Zweigstelle des Amtsgerichts Alsfeld, aber bereits wieder mit Wirkung vom 1. Juni 1948 in ein Vollgericht umgewandelt. Am 1. Juli 1968 erfolgte die Auflösung des Amtsgerichts und Homberg wurde dem Bereich des Amtsgerichts Kirchhain zugeteilt. 1973 wechselte Homberg in den Zuständigkeitsbereich des Amtsgerichts Alsfeld.

## Bevölkerung

### Einwohnerstruktur 2011
Nach den Erhebungen des Zensus 2011 lebten am Stichtag, dem 9. Mai 2011, in Homberg 7659 Einwohner. Darunter waren 353 (4,6 %) Ausländer, von denen 169 aus dem EU-Ausland, 142 aus anderen europäischen Ländern und 42 aus anderen Staaten kamen. (Bis zum Jahr 2020 erhöhte sich die Ausländerquote auf 8,4 %.) Nach dem Lebensalter waren 1261 Einwohner unter 18 Jahren, 3081 zwischen 18 und 49, 1744 zwischen 50 und 64 und 1572 Einwohner waren älter. Die Einwohner lebten in 3123 Haushalten. Davon waren 880 Singlehaushalte, 952 Paare ohne Kinder und 1019 Paare mit Kindern sowie 244 Alleinerziehende und 28 Wohngemeinschaften. In 644 Haushalten lebten ausschließlich Senioren und in 2061 Haushaltungen lebten keine Senioren.

### Einwohnerentwicklung
| • 1806: | 1569 Einwohner, 251 Häuser           |
| • 1829: | 1659 Einwohner, 251 Häuser           |
| • 1867: | 1478 Einwohner, 238 bewohnte Gebäude |
| • 1875: | 1486 Einwohner, 251 bewohnte Gebäude |

| Homberg (Ohm): Einwohnerzahlen von 1791 bis 2020 | Homberg (Ohm): Einwohnerzahlen von 1791 bis 2020 | Homberg (Ohm): Einwohnerzahlen von 1791 bis 2020 | Homberg (Ohm): Einwohnerzahlen von 1791 bis 2020 | Homberg (Ohm): Einwohnerzahlen von 1791 bis 2020 |
| --- | ------------------------------------------------ | ------------------------------------------------ | ------------------------------------------------ | ------------------------------------------------ |
| Jahr |                                                  |                                                  |                                                  | Einwohner                                        |
| 1791 | 1791                                             |                                                  | 1.271                                            | 1.271                                            |
| 1800 | 1800                                             |                                                  | 1.357                                            | 1.357                                            |
| 1806 | 1806                                             |                                                  | 1.569                                            | 1.569                                            |
| 1829 | 1829                                             |                                                  | 1.659                                            | 1.659                                            |
| 1834 | 1834                                             |                                                  | 1.764                                            | 1.764                                            |
| 1840 | 1840                                             |                                                  | 1.788                                            | 1.788                                            |
| 1846 | 1846                                             |                                                  | 1.806                                            | 1.806                                            |
| 1852 | 1852                                             |                                                  | 1.735                                            | 1.735                                            |
| 1858 | 1858                                             |                                                  | 1.607                                            | 1.607                                            |
| 1864 | 1864                                             |                                                  | 1.551                                            | 1.551                                            |
| 1871 | 1871                                             |                                                  | 1.465                                            | 1.465                                            |
| 1875 | 1875                                             |                                                  | 1.486                                            | 1.486                                            |
| 1885 | 1885                                             |                                                  | 1.461                                            | 1.461                                            |
| 1895 | 1895                                             |                                                  | 1.290                                            | 1.290                                            |
| 1905 | 1905                                             |                                                  | 1.205                                            | 1.205                                            |
| 1910 | 1910                                             |                                                  | 1.317                                            | 1.317                                            |
| 1925 | 1925                                             |                                                  | 1.378                                            | 1.378                                            |
| 1939 | 1939                                             |                                                  | 1.479                                            | 1.479                                            |
| 1946 | 1946                                             |                                                  | 2.305                                            | 2.305                                            |
| 1950 | 1950                                             |                                                  | 2.368                                            | 2.368                                            |
| 1956 | 1956                                             |                                                  | 2.423                                            | 2.423                                            |
| 1961 | 1961                                             |                                                  | 2.835                                            | 2.835                                            |
| 1967 | 1967                                             |                                                  | 3.167                                            | 3.167                                            |
| 1970 | 1970                                             |                                                  | 3.365                                            | 3.365                                            |
| 1972 | 1972                                             |                                                  | 7.465                                            | 7.465                                            |
| 1975 | 1975                                             |                                                  | 7.525                                            | 7.525                                            |
| 1980 | 1980                                             |                                                  | 7.439                                            | 7.439                                            |
| 1985 | 1985                                             |                                                  | 7.445                                            | 7.445                                            |
| 1990 | 1990                                             |                                                  | 7.714                                            | 7.714                                            |
| 1995 | 1995                                             |                                                  | 8.024                                            | 8.024                                            |
| 2000 | 2000                                             |                                                  | 8.086                                            | 8.086                                            |
| 2005 | 2005                                             |                                                  | 7.929                                            | 7.929                                            |
| 2010 | 2010                                             |                                                  | 7.628                                            | 7.628                                            |
| 2011 | 2011                                             |                                                  | 7.659                                            | 7.659                                            |
| 2015 | 2015                                             |                                                  | 7.568                                            | 7.568                                            |
| 2020 | 2020                                             |                                                  | 7.413                                            | 7.413                                            |
| Datenquelle: Historisches Gemeindeverzeichnis für Hessen: Die Bevölkerung der Gemeinden 1834 bis 1967. Wiesbaden: Hessisches Statistisches Landesamt, 1968. Weitere Quellen: 1972:; ab 1975:; Zensus 2011 Ab 1972 einschließlich der im Zuge der Gebietsreform in Hessen eingegliederten Orte. |                                                  |                                                  |                                                  |                                                  |

### Religion
Religionszugehörigkeit
| • 1829: | 1569 evangelische (= 94,58 %), 88 jüdische (= 5,30 %), 3 katholische (= 0,18 %) Einwohner      |
| • 1961: | 2084 evangelische (= 73,51 %), 645 katholische (= 22,75 %) Einwohner                           |
| • 1987: | 6047 evangelische (= 81,3 %), 984 katholische (= 13,3 %), 403 sonstige (= 5,4 %) Einwohner     |
| • 2011: | 5343 evangelische (= 69,8 %), 1052 katholische (= 13,7 %), 1 264 sonstige (= 16,4 %) Einwohner |

Evangelische Kirche

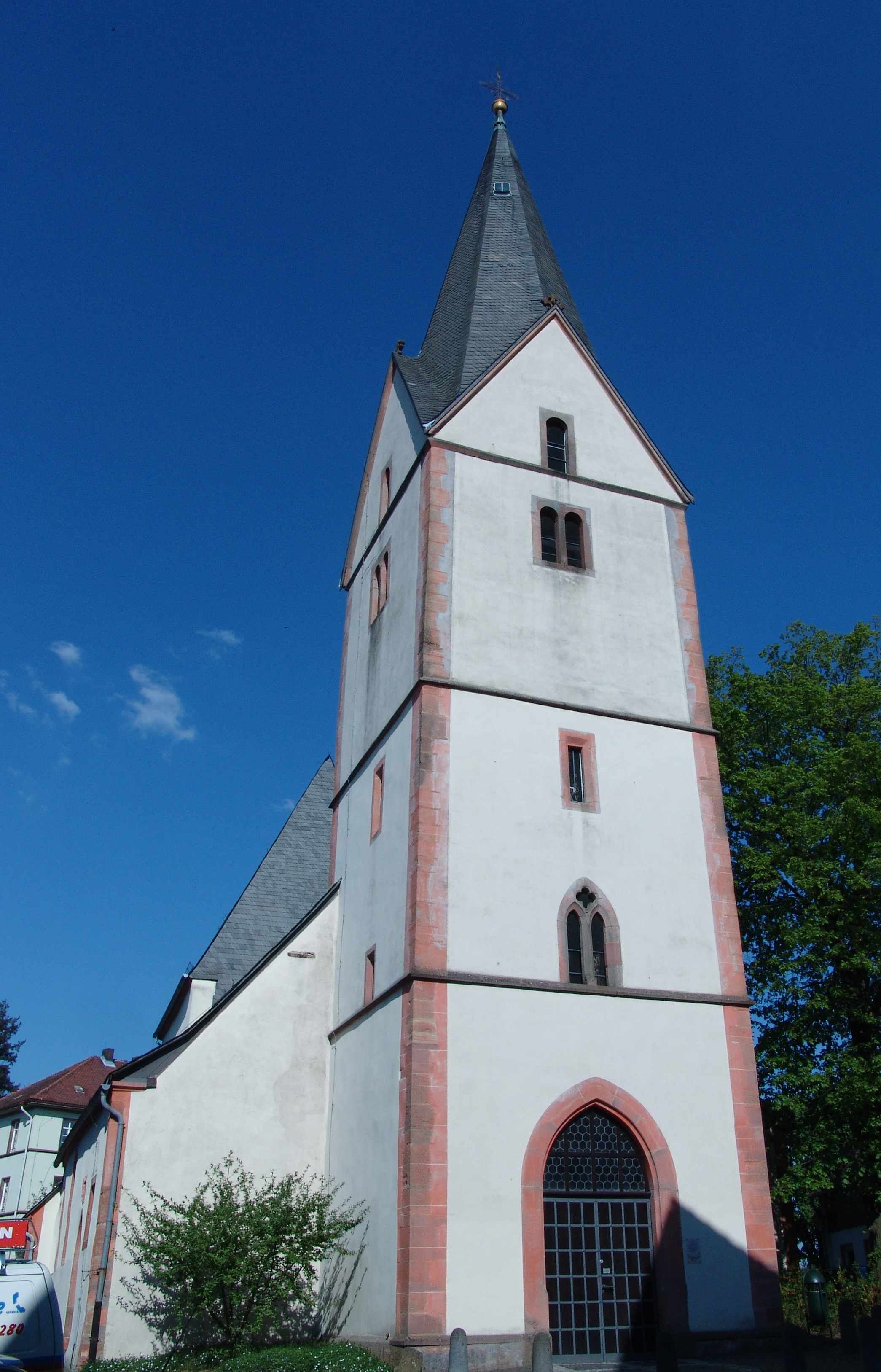
Die Ev. Stadtkirche

In Homberg steht das Kirchengebäude der evangelischen Stadtkirche An der Stadtkirche 7.
Römisch-katholische Kirche
Seit Ende des 2. Weltkrieges ist die Zahl der katholischen Gläubigen in Homberg/Ohm stetig angestiegen. Grund hierfür waren die zahlreichen Vertriebenen, die hier schnell eine neue Heimat fanden. In den ersten Jahren war die evangelische Stadtkirche der Ort, an dem die katholischen Gemeindemitglieder die Heilige Messe feierten. Am 16. Juli 1950 wurde die Friedhofskapelle als katholische Kirche geweiht. Dieser spätgotische Fachwerkbau aus dem Jahr 1565 war jedoch auch nur eine Übergangslösung.
Die beengten Raumverhältnisse in der Friedhofskapelle machten bald klar, dass nur ein Neubau hier Abhilfe schaffen konnte. Im Jahre 1957 wurden zwei Privatgrundstücke gekauft und am 3. Juli 1960 erfolgte die Grundsteinlegung. Am 30. April und 1. Mai 1961 war es endlich so weit, dass unter großer Beteiligung der Gemeindemitglieder der Mainzer Bischof Dr. Albert Stohr die Kirche St. Matthias in der Straße Burgring 49 in Homberg einweihen konnte. Nach Jahren der Improvisation hatte die katholische Gemeinde Homberg/Ohm nun ein Gotteshaus.

## Politik

### Stadtverordnetenversammlung
Die Kommunalwahl am 14. März 2021 lieferte folgendes Ergebnis, in Vergleich gesetzt zu früheren Kommunalwahlen:
| Sitzverteilung 2021Insgesamt 27 Sitze - SPD: 8 - Grüne: 5 - CDU: 8 - FW: 2 - DBF: 4 | Parteien und Wählergemeinschaften | Parteien und Wählergemeinschaften           | % 2021 | Sitze 2021 | % 2016 | Sitze 2016 | % 2011 | Sitze 2011 | % 2006 | Sitze 2006 | % 2001 | Sitze 2001 |
| Sitzverteilung 2021Insgesamt 27 Sitze - SPD: 8 - Grüne: 5 - CDU: 8 - FW: 2 - DBF: 4 | CDU                               | Christlich Demokratische Union Deutschlands | 29,7   | 8          | 48,4   | 13         | 40,5   | 11         | 36,0   | 10         | 32,9   | 10         |
| Sitzverteilung 2021Insgesamt 27 Sitze - SPD: 8 - Grüne: 5 - CDU: 8 - FW: 2 - DBF: 4 | SPD                               | Sozialdemokratische Partei Deutschlands     | 28,8   | 8          | 33,7   | 9          | 39,3   | 11         | 39,7   | 11         | 40,8   | 13         |
| Sitzverteilung 2021Insgesamt 27 Sitze - SPD: 8 - Grüne: 5 - CDU: 8 - FW: 2 - DBF: 4 | FW                                | Freie Wähler                                | 7,2    | 2          | 9,5    | 3          | 16,2   | 4          | 18,5   | 5          | 20,7   | 6          |
| Sitzverteilung 2021Insgesamt 27 Sitze - SPD: 8 - Grüne: 5 - CDU: 8 - FW: 2 - DBF: 4 | GRÜNE                             | Bündnis 90/Die Grünen                       | 18,7   | 5          | 8,3    | 2          | –      | –          | –      | –          | –      | –          |
| Sitzverteilung 2021Insgesamt 27 Sitze - SPD: 8 - Grüne: 5 - CDU: 8 - FW: 2 - DBF: 4 | FDP                               | Freie Demokratische Partei                  | –      | -          | –      | –          | 4,0    | 1          | 5,8    | 1          | 5,6    | 2          |
| Sitzverteilung 2021Insgesamt 27 Sitze - SPD: 8 - Grüne: 5 - CDU: 8 - FW: 2 - DBF: 4 | DBF                               | Demokratisches Bürgerforum                  | 15,6   | 4          | –      | -          | –      | –          | –      | –          | –      | –          |
| Sitzverteilung 2021Insgesamt 27 Sitze - SPD: 8 - Grüne: 5 - CDU: 8 - FW: 2 - DBF: 4 | gesamt                            | gesamt                                      | 100    | 27         | 100    | 27         | 100    | 27         | 100    | 27         | 100    | 31         |
| Sitzverteilung 2021Insgesamt 27 Sitze - SPD: 8 - Grüne: 5 - CDU: 8 - FW: 2 - DBF: 4 | Wahlbeteiligung in %              | Wahlbeteiligung in %                        | 58,4   | 58,4       | 64,1   | 64,1       | 54,4   | 54,4       | 50,2   | 50,2       | 54,4   | 54,4       |

### Bürgermeister
Nach der hessischen Kommunalverfassung wird der Bürgermeister für eine sechsjährige Amtszeit gewählt, seit dem Jahr 1993 in einer Direktwahl, und ist Vorsitzender des Magistrats, dem in der Stadt Homberg (Ohm) neben dem Bürgermeister ehrenamtlich ein Erster Stadtrat und sechs weitere Stadträte angehören. Bürgermeisterin ist seit dem 1. Juli 2022 die parteiunabhängige Simke Ried. Sie wurde als Nachfolgerin von Claudia Blum (SPD), die nach einer Amtszeit nicht mehr kandidiert hatte, am 13. März 2022 im ersten Wahlgang bei 57,67 Prozent Wahlbeteiligung mit 79,78 Prozent der Stimmen gewählt.
Amtszeiten der Bürgermeister
- 2022–2028 Simke Ried[38]
- 2016–2022 Claudia Blum (SPD)
- 2010–2016 Béla Dören (SPD)
- 1998–2010 Volker Orth[41]
- 1992–1998 Eckhard Hisserich (SPD)[42]
- 1670 Hermann Strack, Oberbürgermeister[43]

### Städtepartnerschaften
Die Stadt Homberg unterhält partnerschaftliche Beziehungen zu Thouaré-sur-Loire an der Loire in Frankreich (seit 1981) und Stadtroda in Thüringen (seit 1990).

Banner Homberg

### Wappen
| Wappen von Homberg | Blasonierung: „In Blau über einem goldenen (gelben) Kleeblattbogen eine silberne (weiße) Burg mit Mittelturm, beseitet von zwei kleineren Türmen mit roten Dächern; unter dem Kleeblattbogen der nach links schreitende, golden (gelb) gekrönte bunte hessische Löwe.“ |
| Wappen von Homberg | Wappenbegründung: Das Wappen ist abgeleitet von Siegeln aus den 13. Jahrhundert, welche bis 1274 den thüringischen und danach denn hessischen Löwen zeigten. Es gab zeitweise Unsicherheit bezüglich der Tingierung. Die jetzige folgt dem Entwurf von Otto Hupp       |

### Banner
Banner: „Das Banner ist blau-weiß längsgestreift mit dem aufgelegten Wappen oberhalb der Mitte.“

## Kultur und Sehenswürdigkeiten

### Regelmäßige Veranstaltungen
Am zweiten Juli-Wochenende findet das „historische Schlossfest“, ein Bürgerfest rund um das Homberger Schloss, statt. Es wird von den Schlosspatrioten Homberg an der Ohm organisiert.
Jeweils am dritten Wochenende im Juli findet das „Homberger Brunnenfest“, ein Bürger- und Altstadtfest, rund um das historische Rathaus auf dem Marktplatz statt. Diese vom Spielmanns- und Fanfarencorps der Freiwilligen Feuerwehr Homberg (Ohm) organisierte Veranstaltung ist seit Jahren ein fester Punkt im Veranstaltungskalender und begeistert die Besucher aus nah und fern.
Am Mittwoch vor dem letzten Sonntag im Oktober findet der Kalte Markt statt (außer, wenn der letzte Sonntag, der 31. ist, dann findet der Kalte Markt eine Woche früher statt). Zehntausende von Besuchern schlängeln sich dann durch die historische Altstadt an den Ständen der Marktbetreiber vorbei. Dieser regional bedeutende Markt fand im Jahr 2006 schon zum 452. Mal statt.
Am Sonntag vor dem Kalten Markt veranstaltet der Gewerbeverein seit 1988 das Stadtfest. Seit 2009 trägt das Stadtfest den Titel „Apfelfest & flüssig“. Seitdem hat Homberg eine Apfelkönigin, die die Stadt repräsentiert.
Zu Beginn des Sommers und in der Adventszeit gibt der Silcherchor Homberg seine traditionellen Konzerte in der Stadthalle und in der evangelischen Stadtkirche bzw. der katholischen Kirche.
Am zweiten Adventssamstag findet der Weihnachtszauber im Homberger Schloss statt.

### Bauwerke
Das Homberger Rathaus wurde 1539 am Marktplatz erbaut. Das Fachwerkhaus diente in seiner Geschichte auch als Gericht und besitzt einen 1554 errichteten Weinkeller.
Das Brauhaus diente im 13. Jahrhundert zunächst als Wachhaus und war Teil der Stadtmauer. Erst 1571 wurde es umgebaut und 1581 zum ersten Mal als neues Brauhaus erwähnt. Hier wurde Bier unter Aufsicht der städtischen Braumeister gebraut. Der Brauhausturm ist der einzig erhaltene Turm der Stadtmauer von Homberg. Heute ist das Brauhaus ein Museum zur Stadtgeschichte.
Das Stadtwirtshaus, das vor 1700 in Fachwerkbauweise errichtet wurde, war der einzige Ort der Stadt, an dem Wein und Branntwein ausgeschenkt wurden, da die Stadt seit 1671 dieses Privileg innehatte. Der Pächter bekam die Waren direkt vom Homberger Weinmeister.
Ein weiteres historisch bedeutendes Gebäude ist die Homberger Apotheke aus der 2. Hälfte des 16. Jahrhunderts. Der Fachwerkbau wurde im Stil der Spätrenaissance errichtet. Von 1715 bis 1960 war hier die Apotheke von Homberg untergebracht.
Die Stadtkirche Homberg wurde um 1220 erbaut und ist eine flachgedeckte, dreischiffige romanische Pfeilerbasilika.
Die Friedhofskapelle wurde 1579 in spätgotischer Fachwerkbauweise errichtet.
Sowohl für die katholische wie für die evangelische Kirche schufen die Glasmaler Alexander Linnemann und Otto Linnemann Glasfenster.
Das Schloss Homberg ist eine hochmittelalterliche Burg. Im Dreißigjährigen Krieg wurde die Burg durch schwedische und niederhessische Truppen zerstört und der Bergfried gesprengt. Im Jahr 1648 wurde sie zum Teil wiederhergerichtet und 1836 erneuert. Seit 2012 befindet sich die Anlage im Besitz der Stadt Homberg.
In Neu-Ulrichstein zwischen Dannenrod und Appenrod befindet sich ein „Biologikum“, das groß und klein einen Einblick in die Welt der Biologie geben soll.

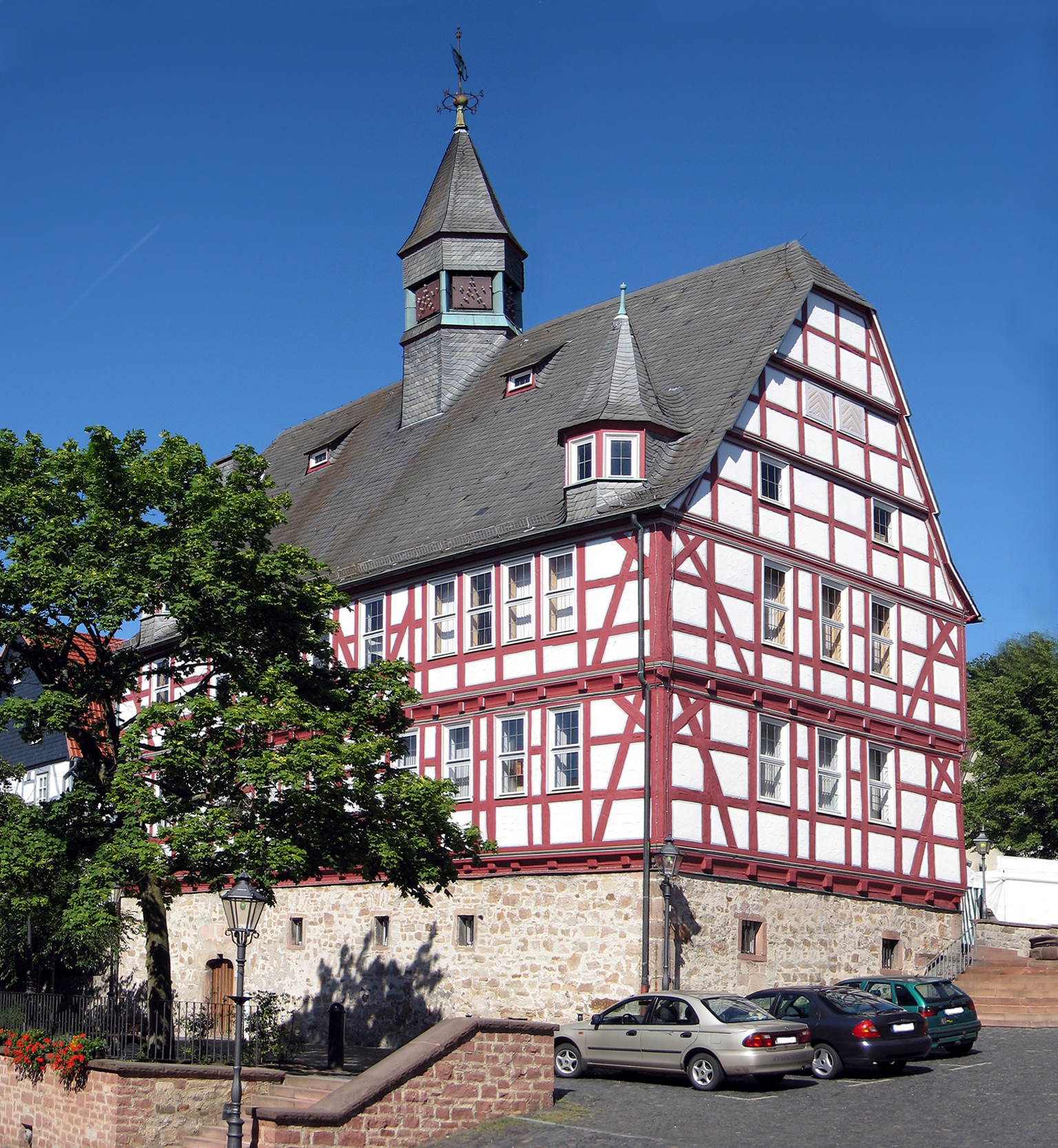
Rathaus von 1539
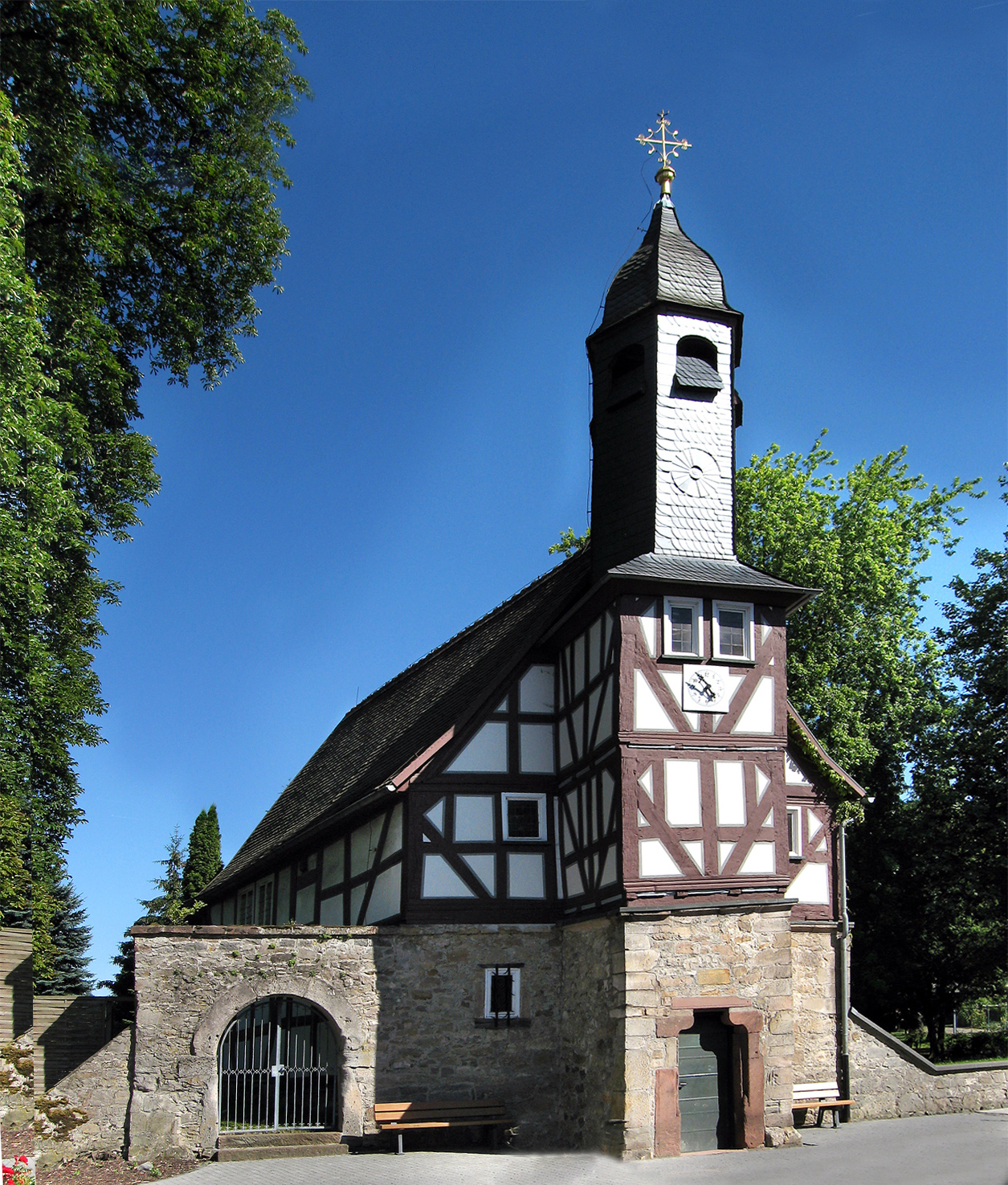
Friedhofskapelle von 1583
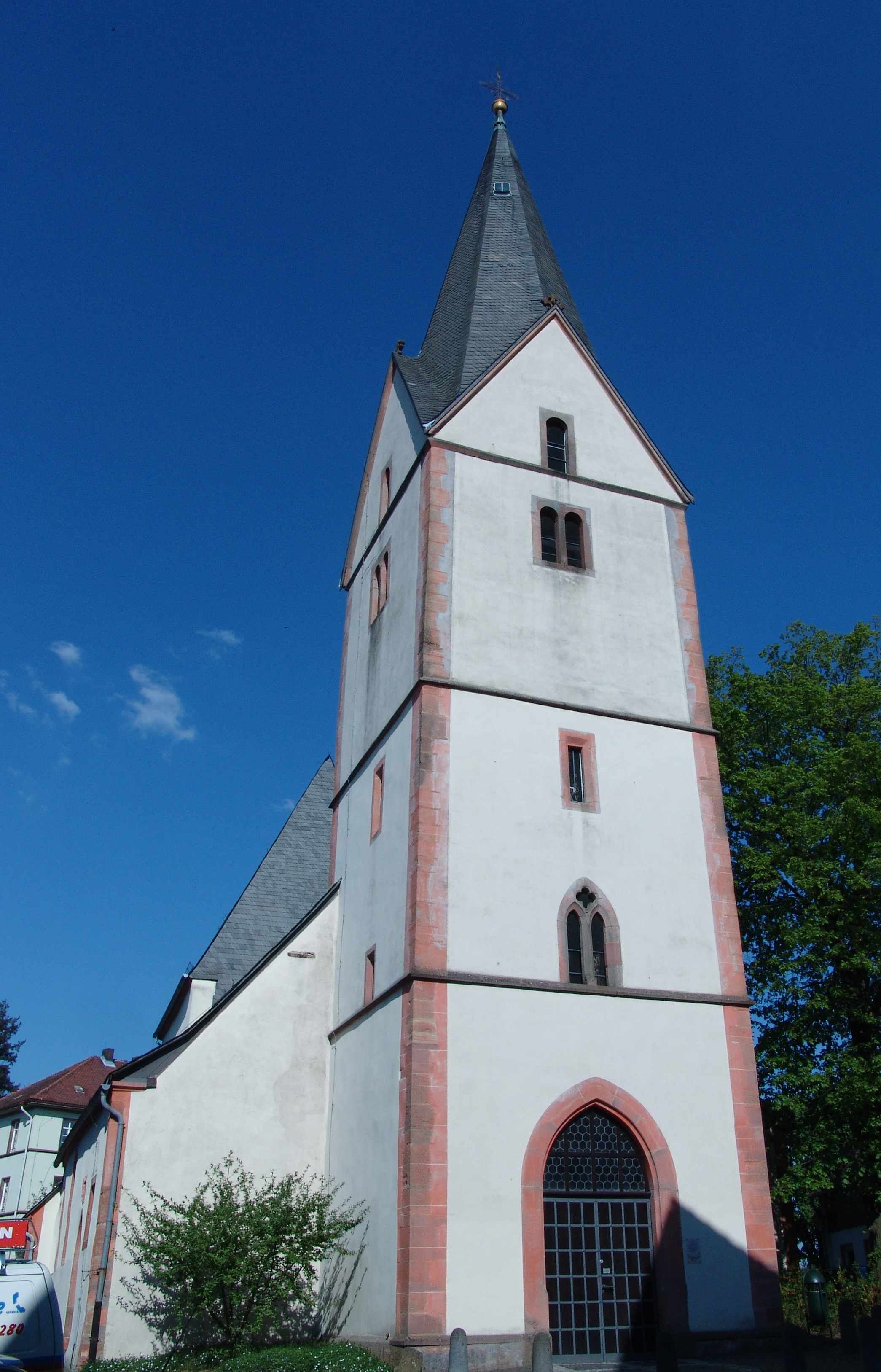
Stadtkirche

### Baumveteranen und Naturdenkmäler

#### Die Burglinden in Homberg
Im Gelände der „Schloss Homberg“ genannten alten Homberger Burg auf dem Schlossberg stehen gleich drei bemerkenswerte alte Linden, eine vor der Burg am Aufgang zum Burgtor im ehemaligen Zwinger und eine weitere im Inneren der Anlage direkt in einer inneren Hofmauer des Burghofs beim Palas. Die dritte steht in der Nordostecke außerhalb der Befestigungsmauer auf der Rückseite des Geländes am Rundweg um die Burg. Da die Anlage bis zur Übernahme durch die Stadt nicht öffentlich zugänglich war, blieben die zwei im Burginnerern und auf der Rückseite stehenden Baumriesen der Öffentlichkeit weitgehend unbekannt. Dadurch ist, wenn von „der Burglinde“ gesprochen wird, im Allgemeinen die für jedermann sichtbare, äußere Linde vor dem Tor gemeint.
Linde im Zwinger genannt „Burglinde“
(Naturdenkmal)
Sie ist wohl die älteste und markanteste der drei Linden. Die mächtige, in die Liste markanter und alter Baumexemplare in Deutschland eingetragene Winterlinde soll Mutmaßungen zufolge um das Jahr 1600 gepflanzt worden sein und wäre demnach 420 Jahre alt. Andere Schätzungen jedoch attestieren ihr sogar ein Alter bis zu 800 Jahren. Ihr knorriger, teilweise hohler und mehrfach geteilter Stamm hat einen Umfang von 9,22 m.
Linde im Burghof
(Naturdenkmal) Die zweite der drei Burglinden steht inmitten einer Mauer im Inneren der Burganlage im Burghof westlich des Hauptgebäudes. Auch diese Winterlinde wird auf ein Alter von 400–800 Jahren geschätzt. Ihr mächtiger Hauptstamm hat einen Umfang von ca. 7,5 m. Nach etwa drei bis dreieinhalb Metern teilt er sich in mehrere steil nach oben strebende Hauptäste auf, die zusammen eine Höhe von ca. 23 m erreichen und eine straußförmige Krone bilden.
Linde am Rundweg
Die dritte Linde steht wieder außerhalb der Burg auf deren Rückseite, direkt gegenüber einer Tür, welche durch die Burgmauer nach draußen führt. Von der Burg nur getrennt durch den Rundweg, der rings um die Burgmauer angelegt wurde, wächst der Baum am Rande des Abhangs. Diese Linde, ebenfalls eine Winterlinde, macht den Eindruck, als wäre sie aus ursprünglich mehreren Einzelstämmen oder Schösslingen zusammengewachsen. Auch sie teilt sich in eine Anzahl steil aufragender Hauptäste auf, die, gleich der Burghoflinde, eine straußförmige, mächtige Krone bilden. Ihr stellenweise geborstener und teilweise hohler Grundstamm hat einen Umfang von 7,05 m. Das Alter dieser Linde wird auf ca. 400 Jahre geschätzt. Auch bei ihr wurde Schutzwürdigkeit festgestellt, jedoch ist eine Ausweisung als Naturdenkmal offenbar bisher noch nicht erfolgt.

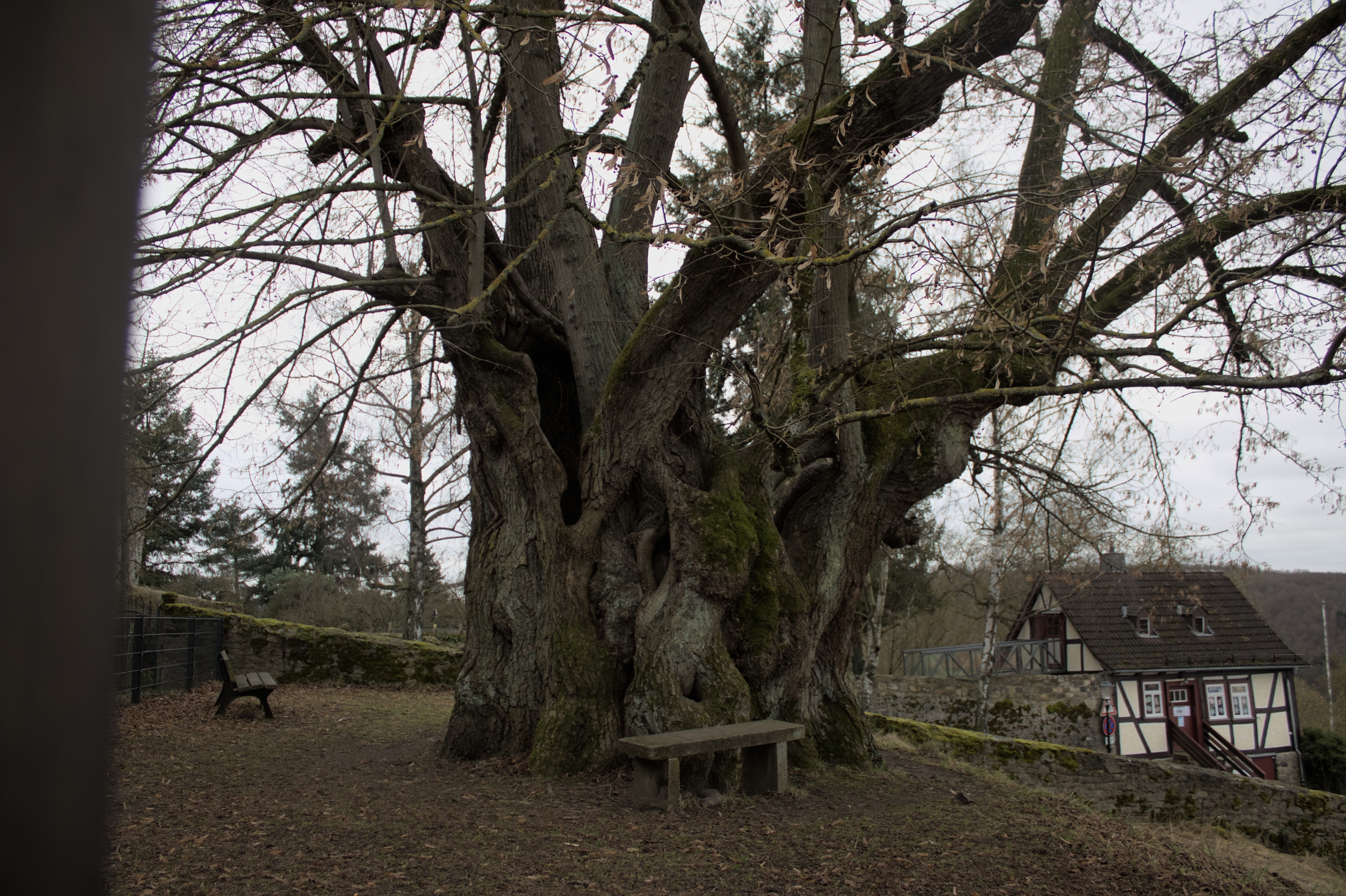
Linde im Zwinger, oder „die Burglinde“
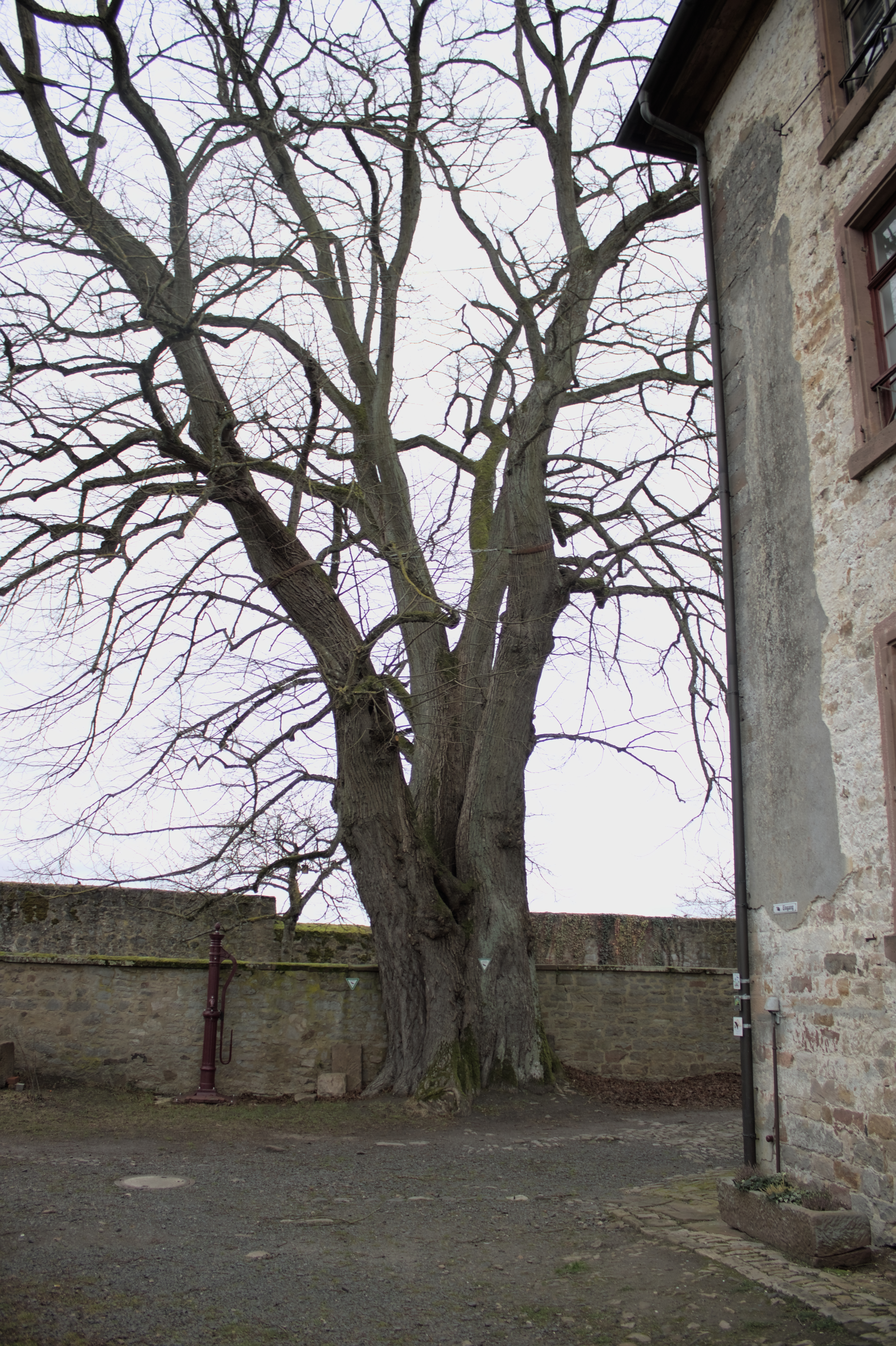
Linde im Burghof

#### Markante Exemplare in anderen Stadtteilen
- Saueiche bei Büßfeld mit einem Brusthöhenumfang von 6,82 m (2014).[53] Der markante Baum wächst nach wie vor weiter – und das sehr schnell. Bei einer neuen Messung im März 2020 hatte er schon einen Umfang von 7,02 m erreicht.[54]
- Linde an der alten Schafstränke bei Nieder-Ofleiden.[55]
- Alte Kirchlinde in Deckenbach.[56]

Für weitere Naturdenkmäler der Stadt und ihren Stadtteilen – Siehe: Liste der Naturdenkmale in Homberg (Ohm)

## Wirtschaft und Infrastruktur

### Flächennutzung
Das Gemeindegebiet umfasst eine Gesamtfläche von 8802 Hektar, davon entfallen in ha auf:
| Nutzungsart             | Nutzungsart             | 2011 | 2015 |
| ----------------------- | ----------------------- | ---- | ---- |
| Gebäude- und Freifläche | Gebäude- und Freifläche | 368  | 373  |
| davon                   | Wohnen                  | 184  | 183  |
|                         | Gewerbe                 | 43   | 46   |
| Betriebsfläche          | Betriebsfläche          | 78   | 78   |
| davon                   | Abbauland               | 60   | 60   |
| Erholungsfläche         | Erholungsfläche         | 25   | 33   |
| davon                   | Grünanlage              | 9    | 16   |
| Verkehrsfläche          | Verkehrsfläche          | 459  | 459  |
| Landwirtschaftsfläche   | Landwirtschaftsfläche   | 4793 | 4778 |
| davon                   | Moor                    | 0    | 0    |
|                         | Heide                   | 0    | 0    |
| Waldfläche              | Waldfläche              | 2642 | 2946 |
| Wasserfläche            | Wasserfläche            | 86   | 86   |
| Sonstige Nutzung        | Sonstige Nutzung        | 50   | 49   |

### Ansässige Unternehmen
Im Jahre 1955 wurde ein großes Werk des Schraubenherstellers Kamax aus Osterode am Harz in Homberg errichtet. Im Stadtteil Nieder-Ofleiden betreibt die Mitteldeutsche Hartstein-Industrie den Basaltsteinbruch „Hochberg“. Im Stadtteil Büßfeld sitzt der Haushaltswarenhersteller VEMMiNA.

### Verkehr
Homberg ist unmittelbar an die Bundesautobahn 49 angebunden, die Anschlussstelle Homberg (Ohm) der Bundesautobahn 5 liegt etwa zehn Kilometer südlich des Stadtkerns. Acht Kilometer nordöstlich verläuft die Bundesstraße 62.
Homberg liegt im Gebiet des Rhein-Main-Verkehrsverbundes. Die RNV-Lokalbuslinie MR-82 verbindet Homberg mit den nächsten Bahnhöfen, Burg- und Nieder-Gemünden an der Bahnstrecke Gießen–Fulda und Kirchhain an der Main-Weser-Bahn. Mit der Buslinie MR-80 kommt man in die Universitätsstadt Marburg/Lahn, nach Gemünden fährt auch die Linie VB-71 der Verkehrsgesellschaft Oberhessen; die VGO-Linie VB-13 bietet eine Verbindung zum Bahnhof Alsfeld. Innerhalb der Stadt verkehrt zudem die VGO-Linie VB-81.
Die durch Homberg verlaufende Ohmtalbahn Burg- und Nieder-Gemünden–Kirchhain ist nur noch im Abschnitt ab Nieder-Ofleiden in Betrieb, und auch dort nur für den Güterverkehr (Basaltsteinbruch „Hochberg“).
Auch führt der Hessische Radfernweg R6 (Diemelstadt–Lampertheim) durch Homberg.
Das Segelfluggelände Homberg/Ohm II liegt etwa 2,5 km nordöstlich des Zentrums.

### Bildung
Homberg besitzt eine Grundschule mit einer Sprachheilklasse und Betreuungsangebot.
Des Weiteren befindet sich in der Stadt mit der Ohmtalschule eine additive Gesamtschule.
In Ober-Ofleiden befindet sich außerdem ein Bildungszentrum der AOK.

## Persönlichkeiten

### Söhne und Töchter der Stadt
- Johannes Winckelmann (1551–1626), lutherischer Theologe
- Friedrich Schenck zu Schweinsberg (1777–1832), Gutsbesitzer, Mitglied der Landstände des Großherzogtums Hessen
- Carl Theodor Welcker (1790–1869), Gelehrter und liberaler Politiker
- Hermann Ludwig Schenck zu Schweinsberg (1807–1858), Revierförster, Mitglied der Kurhessischen Ständeversammlung
- Franz Friedrich Königer (1814–1885), Richter und Abgeordneter
- Peter Schlabach (1834–1908), Bankkaufmann und Mitglied des Preußischen Abgeordnetenhauses
- Wilhelm Georg Wolf (1845–1917), Forstmeister, Abgeordneter des Provinziallandtages der Provinz Hessen-Nassau
- Karl Hisserich (1926–2011), SPD-Politiker
- Julian Justus (* 1988), Sportschütze, Olympiateilnehmer London 2012

### Persönlichkeiten, die mit der Stadt in Verbindung stehen
- Georg Nigrinus der Ältere (1530–1602), lutherischer Theologe und Geistlicher, Pfarrer von Homberg
- Lars Nieberg (* 1963), Springreiter, wohnhaft im Ortsteil Wäldershausen